# 邾伯御戎
邾伯御戎（?—?），是周朝时期的邾国的人物。
出土文物邾伯御戎鼎，是载有邾伯御戎名字的实物资料。铭文为“鼄伯御戎作滕姬宝鼎，子子孙孙永宝用”。滕国的滕姬嫁给了他。郭沫若认为邾伯御戎是邾国国君的名字。辛迪认为邾伯御戎是邾伯所御之戎，在济水流域之戎。王珊珊认为御戎是官职名，即春秋时为国君驾车的御戎。